# STROBO
STROBO（ストロボ）は、日本のロックバンド。1990年代から2000年代に活動。2011年に活動停止。

## 概略
ジェイソンズのメンバーであったHiroki、茶谷雅之、DAISUKEで結成、1997年に1枚目のアルバム『Ending is the point where all the things getstarted』をBANDAIからリリースした。茶谷が脱退した後に川谷龍大（Ryudai）と林邦樹（Linn）がドラマーとして加わり、新たにキーボードのプログラマー、鍵盤奏者の野嶋太郎（Talow）が加わった。
ROVOやAOAなど東京のトランス・ミュージック・シーンからアメリカのフィッシュなどのジャム・バンドに深く関わった彼らは、1999年から2002年にかけて新宿LIQUIDROOMやフジロック・フェスティバルのステージに登場するなどしている。2003年には映像集団OVERHEADSのタカヨシを迎えて『ZERO』を発表、2006年にはレンチの松田知太が加入してライヴ活動を再開する。2011年に活動を停止した。

## ディスコグラディー
- Album
  - Ending is the point where all the things getstarted (1997)
  - Primitive Future (2001)
  - Zero (2003)